# Variazioni (album)
| Recensione       | Giudizio |
| ---------------- | -------- |
| Rockol           | 8/10     |
| SentireAscoltare | 7,3/10   |
| Impatto Sonoro   | positivo |
| Rockit           | positivo |

Variazioni è il settimo album in studio del rapper e cantautore italiano Dargen D'Amico, pubblicato il 31 marzo 2017 dalla Universal Music Group.
Il disco è stato realizzato insieme alla pianista italiana Isabella Turso.
In un'intervista rilasciata nel 2017, l'autore ha stilato una classifica dei suoi stessi dischi, collocandolo al primo posto.

## Tracce
Testi e musiche di Jacopo Matteo Luca D'Amico, eccetto dove indicato.
1. Ama noi – 3:40
2. La mia testa prima di me (variazione sul tema "prima fila Mississippi") – 3:41 (musica: Jacopo Matteo Luca D'Amico e Isabella Turso)
3. Cambiare me – 4:06 (musica: Jacopo Matteo Luca D'Amico e Isabella Turso)
4. Ma è un sogno (variazione sul tema "arrivi e stai scomodo e te ne vai") – 2:56 (musica: Marco Boscarino, Isabella Turso e Marco Zangirolami)
5. Le file per fare l'amore (variazione sul tema "prendi per mano") – 3:14 (musica: Jacopo Matteo Luca D'Amico, Isabella Turso e Marco Zangirolami)
6. Il ritornello – 3:36 (musica: Jacopo Matteo Luca D'Amico e Isabella Turso)
7. Qualsiasi movimento faccia (variazione sul tema "l'amore è quell'intertempo") – 2:07 (musica: Jacopo Matteo Luca D'Amico, Isabella Turso e Marco Zangirolami)
8. Le squadre – 3:06
9. L'altra (variazione sul tema "zucchero luminoso") – 2:53 (musica: Jacopo Matteo Luca D'Amico e Isabella Turso)
10. Dello stesso colore – 4:48
11. Un'altra cosa (variazione sul tema "bere una cosa") – 4:30 (musica: Jacopo Matteo Luca D'Amico, Isabella Turso e Marco Zangirolami)
12. Il ritorno delle stelle (con Tedua, Rkomi e Izi) – 4:39 (testo: Jacopo Matteo Luca D'Amico, Diego Germini, Mirko Martorana e Mario Molinari – musica: Jacopo Matteo Luca D'Amico e Isabella Turso)
13. L'aggettivo adatto (variazione sul tema "tra la noia e il walzer") – 5:22 (musica: Francesco Gaudesi e Isabella Turso)

Traccia bonus nell'edizione digitale
1. Ama noi (Bariocochelbel Re-Work) – 3:38

## Formazione
Musicisti
- Dargen D'Amico – voce
- Isabella Turso – pianoforte e arrangiamenti
- Adriana Ester Gallo e Daniela Savoldi – archi (tracce 1, 6, 10 e 12)
- Dargen D'Amico – vocal percussions (tracce 1, 3, 4, 5, 9 e 10)
- Vincenzo Albini, Simone Rossetti e Daniela Savoldi – archi (tracce 2, 4 e 11)
- Daniele Plentz – percussioni e body percussions (tracce 2 e 6)
- Paolo Raineri e Francesco Bucci – fiati (tracce 3 e 5)
- Daniele Plentz – percussioni (tracce 3, 5, 8, 9 e 11)
- Sebastiano De Gennaro – vibrafono e percussioni (tracce 5 e 8), percussioni e vocal percussions (traccia 9), percussioni (traccia 11)

Produzione
- Tommaso Colliva @ Sae Institute Studio, Milano – produzione (eccetto tracce 1 e 10) e registrazione (eccetto tracce 1, 6, 10 e 12)
- Dargen D'Amico e Marco Zangirolami – produzione (traccia 1)
- Simone Bertolotti @ White Studio 2.0, Milano – registrazione (tracce 1 e 6)
- Dargen D'Amico – produzione (traccia 10)
- Gianpiero Dionigi @ Glance Studio, Milano – registrazione (tracce 10 e 12)
- Marco Zangirolami @ Noize Studio, San Giuliano Milanese – registrazione (traccia 12), missaggio
- Joe Lambert @ J L Mastering, Jersey City - USA – mastering
- Giada Mesi – produzione esecutiva
- Francesco Gaudesi – management
- Mickey Moruzzo & Francesco Caracciolo – fotografie cover e booklet
- Enrico Dalla Vecchia – progetto grafico
- Riccardo L. – styling

## Classifiche
| Classifica (2017) | Posizione massima |
| ----------------- | ----------------- |
| Italia            | 28                |